# Raja Amari
Raja Amari (Tunis, 4 april 1971) is een Tunesisch filmregisseur en scenarioschrijver. Ze werd bekend als regisseur van de muziekfilm Satin rouge uit 2002 en de psychologische thriller Dowaha uit 2009.

## Erkenning
Satin Rouge was in 2002 de prijswinnende film op het Internationaal filmfestival van Turijn en de beste Afrikaanse film op het Internationaal filmfestival van Montreal. De film won ook de publieksprijs op het Amerikaanse Maine International Film Festival. Amari had in 1999 reeds in Frankrijk voor het scenario van de film de Prix Junior du meilleur scénario ontvangen.

## Filmografie
- Le Bouquet, 1995
- Avril, 1998
- Un soir de juillet, 2000
- Satin rouge (al-Sitar al-ahmar), 2002
- Seekers of Oblivion, documentaire uit 2004
- Dowaha, 2009
- Printemps tunisien, 2014
- Corps étranger, 2016

## Prijzen en nominaties
| Jaar | Prijs                                                                                         | Film               | Resultaat |
| ---- | --------------------------------------------------------------------------------------------- | ------------------ | --------- |
| 1998 | Speciale juryprijs op het filmfestival van Milaan                                             | Avril              | Gewonnen  |
| 1998 | Speciale juryprijs op het filmfestival korte films in Tunesië                                 | Avril              | Gewonnen  |
| 1998 | Prijs voor Beste Cinematografie op het internationale Filmfestival korte films in Griekenland | Avril              | Gewonnen  |
| 1998 | Prix de la Qualité van het Nationaal centrum voor cinematografie en film (CNC)                | Avril              | Gewonnen  |
| 2001 | Eerste prijs op het filmfestival van Milaan                                                   | Un soir de juillet | Gewonnen  |
| 2001 | Golden Dhow (beste korte film) op het filmfestival van Zanzibar                               | Un soir de juillet | Gewonnen  |
| 2002 | New Director's Showcase Award op het Internationale filmfestival van Seattle                  | Satin rouge        | Gewonnen  |
| 2002 | Beste Afrikaanse filmprijs op het Internationaal filmfestival van Montreal                    | Satin rouge        | Gewonnen  |
| 2002 | Publieksprijs op het filmfestival van Maine                                                   | Satin rouge        | Gewonnen  |
| 2002 | Best Feature filmprijs op het Internationaal filmfestival van Turijn                          | Satin rouge        | Gewonnen  |
| 2002 | Speciale vermelding voor de William Holden Screenplay Award op het filmfestival van Turijn    | Satin rouge        | Gewonnen  |